# Punta Ross
Punta Ross är en udde i Antarktis. Den ligger i Sydshetlandsöarna. Argentina, Chile och Storbritannien gör anspråk på området.
Terrängen inåt land är kuperad åt nordost, men norrut är den platt. Havet är nära Punta Ross söderut. Trakten är glest befolkad. Närmaste befolkade plats är Escudero Station, 17,8 kilometer norr om Ross. 